# Hervormde kerk (Terborg)
De Hervormde kerk, ook wel de Sint-Joris en Barbarakerk, is een protestantse kerk in de Nederlandse plaats Terborg. De eenbeukige kerk is door de eeuwen heen in delen gebouwd en vervangen. Oorspronkelijk was de kerk gewijd aan Joris en Barbara van Nicomedië. Het priesterkoor is het oudste gedeelte van de kerk en stamt uit 1517. Dit gedeelte is hoger dan het schip en is in de 19e eeuw gepleisterd. Het koor heeft een 3/8e sluiting en kent spitsboogvensters. In het koor zijn vier maniëristische grafzerken te vinden. 
Het huidige schip is in 1844 gebouwd en verving een schip uit het eerste deel van de 15e eeuw. Het schip met zadeldak heeft in de gevel steunberen met ertussen rondboogvensters. Ten slotte staat aan de westzijde van de kerk een bakstenen toren uit 1746, opgebouwd uit drie geledingen. Deze toren nam de plaats in van de toren die in 1723 was afgebrand. De ontwerper van de toren is Gerrit Ravenschot. De toren heeft twee zandstenen entrees en wordt bovenop bekroond met een torenhelm inclusief koepel.
In de kerk is een orgel aanwezig van Carl Friedrich August Naber uit 1847. De kerk is in 1966 aangewezen als rijksmonument.

## Galerij

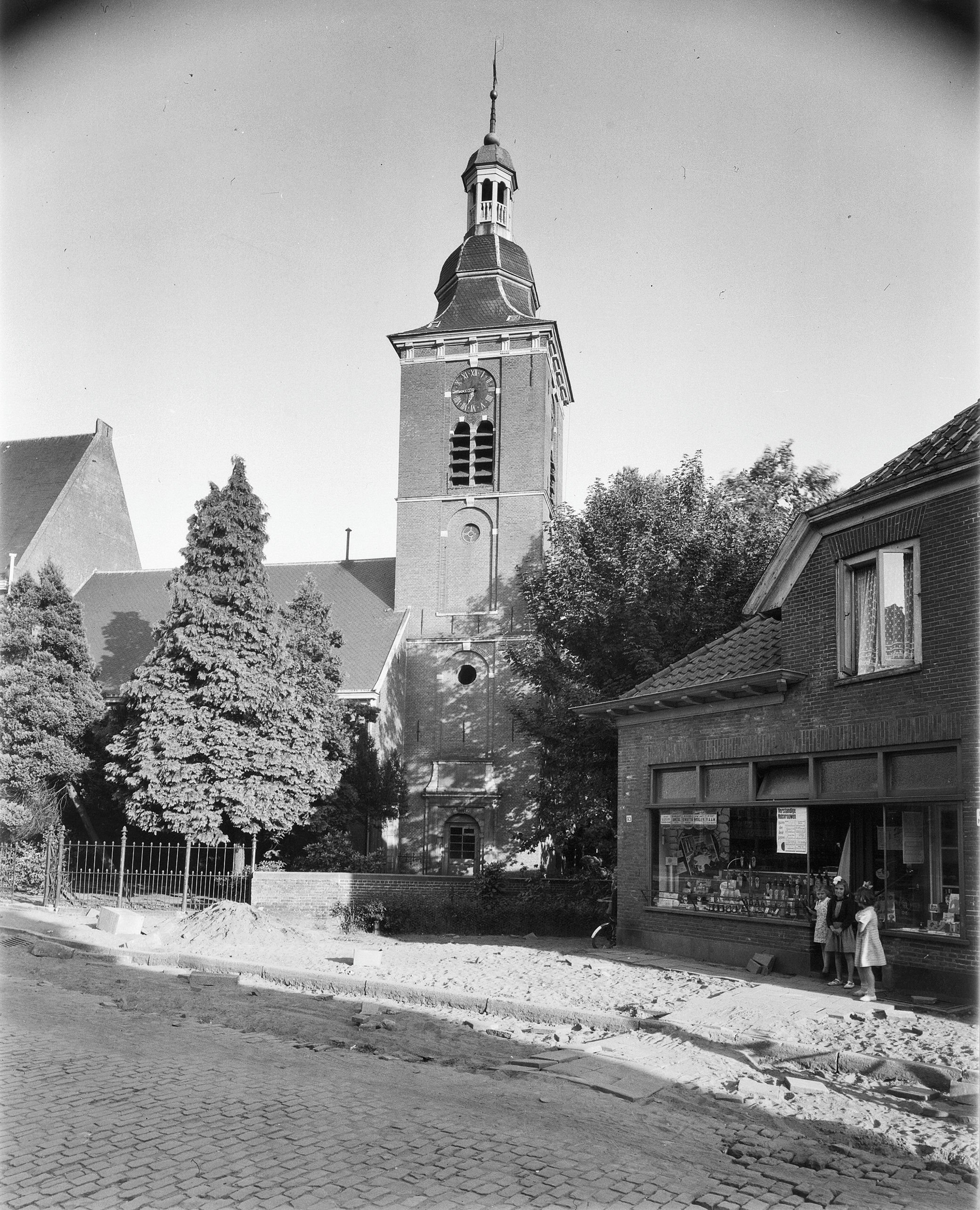
Aanzicht met toren
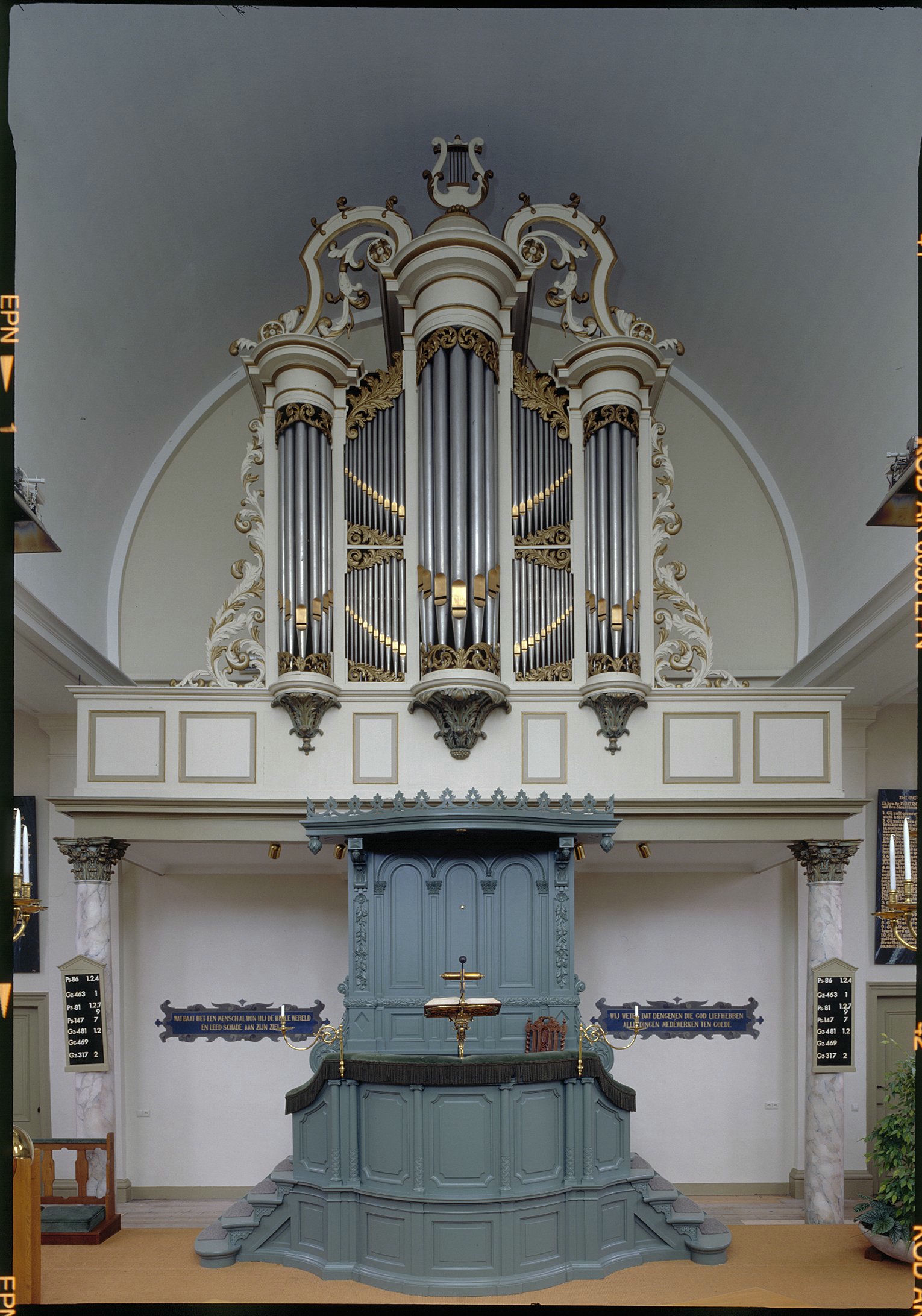
Orgel van Carl Friedrich August Naber
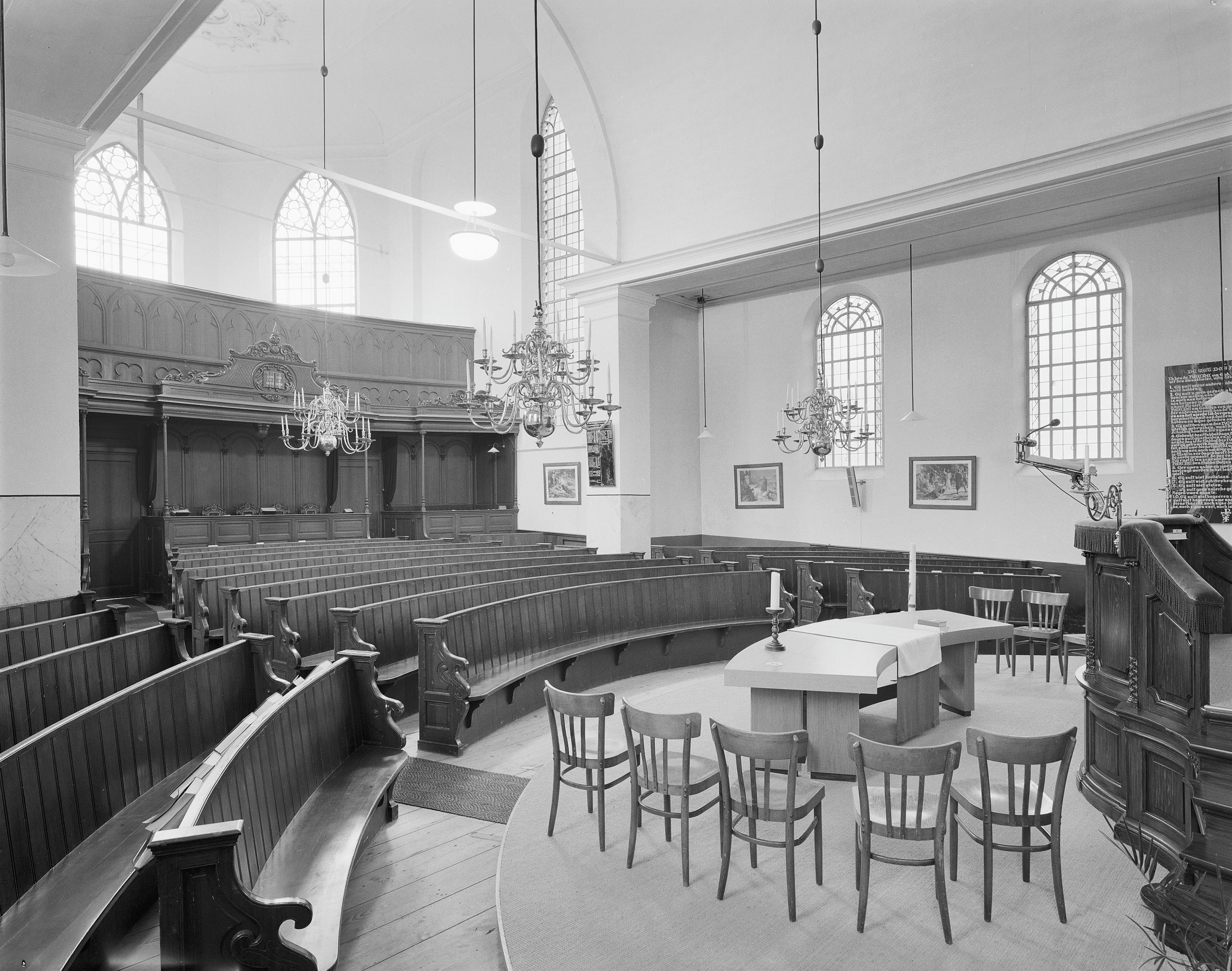
Interieur